# Santiso
Santiso és un municipi de la província de la Corunya a Galícia. Pertany a la Comarca da Terra de Melide. El riu Ulla, aixamplat per l'embassament de Portodemouros, serveix de separació amb Vila de Cruces i Agolada. Al nord i a l'oest limita amb Arzúa, al nord-est amb Melide i a l'est amb Palas de Rei, de la província de Lugo.
| 4.173 | 4.787 | 4.831 | 2.892 | 2.212 |
| Fonts: INE i IGE (Els criteris de registre censal variaren i les dades de l'INE i de l'IGE poden no coincidir.) |       |       |       |       |

## Parròquies
Barazón (Santa María) | Beigondo (San Cosme) | Belmil (San Pedro) | Liñares (Santiago) | Mourazos (San Xurxo) | Niñodaguia (San Paio) | Novela (Santa María) | Pezobre (San Cristovo) | Pezobrés (Santo Estevo) | A Ponte Arcediago (San Xoán) | Ribadulla (San Vicenzo) | San Román (San Pedro) | Santaia de Rairiz (Santaia) | Santiso (Santa María) | Serantes (Santaia) | Vimianzo (Santa María) | Visantoña (San Xoán)